# Rovensko (powiat Šumperk)
Rovensko (niem. Rowenz) – gmina w Czechach, w powiecie Šumperk, w kraju ołomunieckim. Według danych z dnia 1 stycznia 2012 liczyła 794 mieszkańców.
Zobacz też:
- Rovensko